# Bolbitis arguta
Bolbitis arguta är en träjonväxtart som först beskrevs av Fée, och fick sitt nu gällande namn av Ren-Chang Ching. Bolbitis arguta ingår i släktet Bolbitis och familjen Dryopteridaceae. Inga underarter finns listade.